# Mládzovo
Mládzovo es un municipio del distrito de Poltár en la región de Banská Bystrica, Eslovaquia, con una población estimada a final del año 2024 de 122 habitantes.
Se encuentra ubicado en el centro de la región, cerca del río Ipoly —un afluente izquierdo del Danubio— y de la frontera con Hungría.

## Demografía
| Año        | 1994 | 2004     | 2014 | 2024     |
| ---------- | ---- | -------- | ---- | -------- |
| Población  | 118  | 104      | 104  | 122      |
| Diferencia |      | −11,86 % | +0 % | +17,30 % |

| Año        | 2023 | 2024     |
| ---------- | ---- | -------- |
| Población  | 110  | 122      |
| Diferencia |      | +10,90 % |